# 구다라노코니키시 리하쿠
구다라노코니키시 리하쿠(일본어: 百濟王 理伯, ?~776년 7월 6일)는 일본 나라 시대의 귀족으로, 최종 관위는 종4위하였다.

## 참고 자료
- 宇治谷孟『続日本紀 （中）』講談社〈講談社学術文庫〉、1992年
- 宇治谷孟『続日本紀 （下）』講談社〈講談社学術文庫〉、1995年
- 宝賀寿男『古代氏族系譜集成』古代氏族研究会、1986年